# Akelsbarg
Akelsbarg is een dorp in het uiterste noorden van de Duitse gemeente Großefehn in de deelstaat Nedersaksen. Het dorp ontstond als veenkolonie in 1787. In 1912 werd het een zelfstandige gemeente, die in 1972 opging in Großefehn.